# Eurya magniflora
Eurya magniflora là một loài thực vật có hoa trong họ Pentaphylacaceae. Loài này được P.Y.Mao & P.X.He mô tả khoa học đầu tiên năm 1984.